# Vechigen
Vechigen är en ort och kommun i distriktet Bern-Mittelland i kantonen Bern, Schweiz. Kommunen har 5 810 invånare (2023).
Centralort i kommunen är Boll. Övriga större byar i kommunen är Sinneringen och Utzigen. Till de mindre byarna hör Lindental, Dentenberg, Littewil, Radelfingen, Lauterbach samt den namngivande byn Vechigen.